# Josef Kocourek (spisovatel)
Josef Kocourek (22. ledna 1909 Brdo na Novopacku – 31. března 1933 tamtéž) byl český prozaik, básník, fejetonista a učitel.

## Život
Josef Kocourek se narodil na Brdě, č. p. 16 v rodině tkalce jako druhé z pěti dětí. Studoval na reálce v Nové Pace a v roce 1928 nastoupil na doplňovací kurz v učitelském ústavu v Jičíně, ačkoliv chtěl být původně malířem. Po absolvování kurzu dostal místo jako učitel v oblasti zvané Hřebečsko – nejprve na Mírově (1928-1929), poté v Šilperku (1929-1931) a nakonec v Řepové u Mírova. Šlo o část republiky s výraznou převahou německého obyvatelstva, české školy zde byly menšinové, proto je často zmiňován jako menšinový učitel. Prostředí plné útlaku předurčilo jak bezvýchodnost motivů jeho díla, tak mu i podlomilo zdraví. Zemřel v rodném domě ve věku 24 let na tuberkulózu, pochován je na brdském hřbitově.

## Literární dílo
Kocourek byl velmi složitá postava české literatury, sotva zařaditelný excentrik, žijící až bohémský život; jeho dílo je v mnohém fascinováno erotikou, nechybí v něm ale ani sarkasmus, a v počátcích také silné vlivy poetismu a expresionismu. Typické jsou však i temné a bezvýchodné motivy, v pozdějších dílech také motivy sociální a politické.
Již od studií na reálce se věnoval psaní (v sedmnácti letech spálil rukopisy svých deníků, románů a dramat). Během jeho učitelského působení se mu stalo psaní velmi důležitou součástí jeho existence a takřka smyslem života. Na konci 20. let doslova vychrlil množství povídek, novel, básní i fejetonů, věnoval se psaní deníků a pěstoval velmi rozsáhlou korespondenci s nejen českými autory. Za zmínku stojí i jeho korespondence se slovinským překladatelem Vladimirem Zorzutem, který překládal Kocourkovy povídky. Většina textů zůstala buď v rukopisech nebo na stránkách jednotlivých časopisů a revuí (např. pravidelné fejetony pro Lidové noviny).
Za svého života se Kocourek dočkal jen knižního vydání novely Srdce (1932), kterou napsal v roce 1929. Další knihy, které vycházejí z jeho pozůstalosti, připravil k vydání Kocourkův učitel Miloslav Jirda, kterému Kocourek odkázal svou písemnou pozůstalost, později též Zdeněk Filip a Jiří Skalička. V případě vydání Miloslavem Jirdou však byly Kocourkovy texty poznamenány edičními úpravami (cenzura některých erotických pasáží, skládání různých textů dohromady, necitlivé zacházení s původním rukopisem atd.)

## Oživení zájmu
Vydáním některých děl na začátku 60. let se začalo diskutovat více o Kocourkově životě. I když byl vyzdvihován v počátcích zejména díky výrazně sociálním motivům v jeho knihách, a také krátkým životem, připomínající jen vnějškově osud básníka Jiřího Wolkera, převládlo nakonec z Kocourkova života a díla to nejpodstatnější. Zejména v období tzv. normalizace si jeho svobodomyslné, eroticky odvážné a místy temně morbidní knihy a texty nacházela řada nejrůznějších lidí, od výtvarníků přes hudebníky až po spisovatele. Kocourek se stal pro nepříliš velkou, ale o to aktivnější a citlivější skupinku lidí, doslova kultovním autorem. Dalo by se s nadsázkou říct, že kdo četl Kocourka a uchvátil ho, stal se dříve nebo později nějak kulturně činným. Již od druhé poloviny 80. let se Kocourkovo dílo ale opět začalo poněkud vytrácet ze čtenářského povědomí, čemuž nepomohla ani Kocourkova monografie Průvodce životem a dílem Josefa Kocourka od Jiřího Skaličky, vydaná v roce 1984. O oživení zájmu se po roce 1989 pokoušejí zejména Jaromír Typlt a Vít Ondráček – například ankety v literárních časopisech Host, Souvislosti a Tvar.
Kocourkův hrob na hřbitově na Brdě by měl být 22. ledna 2009 ke 100. výročí narození konečně opatřen celým zněním básně Nápis na hrob, kterou si autor sám napsal v roce 1932, kdy mu diagnostikovali tuberkulózu.

NÁPIS NA HROB
Zde hnije pastýř bez bílého stáda.
Keř hlohu bez květu, kus nebe bez hvězdy.
Poutníče, sehni svá unavená záda,
postav se do hlíny na příkrov bezedný.

Věz, že pastýř své stádo už rozehnal,
keř zvadl, stín obral těžký trs hvězd.
Déšť spláchl ohniště, kde krví plápolal
a žil jen dvacettři let.